# Tryssogobius nigrolineatus
Tryssogobius nigrolineatus es una especie de peces de la familia de los Gobiidae en el orden de los Perciformes.

## Morfología
Los machos pueden llegar a alcanzar los 2,9 cm de longitud total.
- Número de  vértebras: 26.[1]

## Hábitat
Es un pez de Mar y, de clima tropical y demersal que vive entre 73-110 m de profundidad.

## Distribución geográfica
Se encuentra en Fiyi. 

## Observaciones
Es inofensivo para los humanos. 